# BPM (レーベル)
BPM（ビーピーエム、1986年 設立 - 1988年 活動停止）は、同期間のみ存在した、近田春夫が主宰したレコードレーベル。

## 略歴・概要

### 前史
近田春夫は、1980年に古巣のキングレコードから日本コロムビアに移籍。ジューシィ・フルーツのプロデュースや1981年からの近田春夫&ビブラトーンズとしてのレコードリリースを行う。
1983年にはゲートボールを結成とともに徳間ジャパン（現徳間ジャパンコミュニケーションズ）に移籍した。1984年1月にビブラトーンズは解散、ゲートボールも活動停止した。
1985年には、日本コロムビア移籍第一作のアルバム『星くず兄弟の伝説』（1980年）が手塚眞によって映画化。そのサウンドトラックは改めてレコーディングされ、SMSレコードからリリースされた。

### 活動期
そういった近田のレコード会社の変遷を経て、1986年、当時の新興レコード会社であった、SIXTY RECORDS内に近田春夫が設立した、ヒップホップ専門レーベルがBPMである。
近田がヒップホップに踏み切った背景には、1986年8月のRun-D.M.C.『Walk This Way』のヒットがあった。同曲は、Run-D.M.C.が1975年のエアロスミスのヒット曲を、スティーヴン・タイラーとジョー・ペリーを迎えてカヴァーしたもので、ビルボード・ホット100の5位以内にチャートイン（最高位4位）した初のヒップホップであった。
近田は、President BPMを名乗り、1986年10月25日、同レーベル第1弾として自ら12インチシングル『MASS COMMUNICATION BREAKDOWN』を発表。当時すでにヒップホップを始めていた藤原ヒロシと元東京ブラボーの高木完のユニットタイニー・パンクス、いとうせいこう、細野晴臣、フレンズ・オブ・アースらを所属レーベルを超えてフィーチャーし、短期間に5枚の12インチシングルを連打した。
1987年6月5日に宮崎美子の7インチシングル『だからDESIRE』、BPMワークの集大成としてのベスト・アルバム『HEAVY』をLPとCDを同時リリース。1988年に12インチシングル『FAITH, HOPE & CHARITY / DO the PUNK ROCK』をリリースしたのを最後に、同レーベルは幕を閉じる。

### その後
近田は、1988年、BPMを離れると同時にビブラストーンを結成、人力ビッグバンドによるヒップホップを開始する。次のレーベルは高護率いるソリッド・レコードである。ビブラストーンのファーストアルバム『Vibra is Back』はライヴ盤で、ソリッドレコードから1989年にリリースされた。

## ディスコグラフィ

### 12インチシングル
1. MASS COMMUNICATION BREAKDOWN 1986年10月25日発売 （12SL-2） - President BPM
2. NASU-KYURI / I Luv Got The Groove 1986年12月25日発売 （12SL-3） - President BPM / TINNIE PUNX
3. Hoo! Ei! Ho! / NASTY BEAT 1987年2月25日発売 （12SL-4） - BPM PRESIDENTS featuring TINNIE PUNX / HIP HOP CREW
4. COME★BACK / Cold Getting Down 1987年4月25日発売 （12SL-5） - F.O.E. featuring HARUOMI HOSONO with President BPM and SEIKOH ITOH / M.I.D.
5. FAITH, HOPE & CHARITY / DO the PUNK ROCK 1988年発売 （12SL-6） - TINY P@NX

### 7インチシングル
1. だからDESIRE / タカラ本みりん 1987年6月5日発売 （7SS-16） - 宮崎美子

### アルバム
1. HEAVY 1987年6月5日発売 （28SL-12 / 32SD-12） - President BPM featuring TINNIE PUNX and F.O.E.

1993年3月24日、SIXTY RECORDSからCD再発売（SXCR-304）。

## 関連事項
- 日本のヒップホップ

## 註
1. 1 2 3 4  石川誠壱のウェブサイト「近田春夫と私」の記述を参照。
2. 1 2 3 4  #外部リンク内の「BPM」リンク先の記述を参照。
3. ↑  #外部リンク内の「HEAVY」リンク先の記述を参照。